# ناوشکن کلاس مکنزی
دیسترویر کلاس مکنزی (به انگلیسی: Mackenzie-class destroyer) یک کلاس از کشتی است که طول آن ۳۶۶ فوت (۱۱۱٫۶ متر) می‌باشد.